# Калиновская, Дина Михайловна
Дина Михайловна Калиновская (в девичестве Дора Мешалимовна Берон; 7 апреля 1934, Одесса — 26 сентября 2008, там же) — русский прозаик, драматург и сценарист.

## Биография
Дора Берон родилась в Одессе в семье провизора Мешулима Моисеевича Берона (1892—1941, родом из Белецкого уезда Бессарабской губернии, получившего фармацевтическое образование в Бухаресте) и его жены Марии Исааковны. В годы румынско-немецкой оккупации города во время Великой Отечественной войны отец будущей писательницы был публично повешен оккупационными румынскими войсками на следующий день после взрыва подпольщиками бывшего управления НКВД, в ходе массовой карательной акции против еврейского населения города; Дора с матерью и братом находились в эвакуации в Ташкенте. В 1945 году вернулись в Одессу. В четырнадцатилетнем возрасте, после окончания 7-го класса школы, поступила на полуторагодичные курсы конструкторов-чертёжников, затем поступила на работу в судостроительное конструкторское бюро. Вскоре начала публиковаться в одесских периодических изданиях, главным образом публикуя рассказы для детей.
С 1966 года жила в Москве, где устроилась конструктором в конструкторское бюро цветной металлургии и в 1969 году вышла замуж за художника-иллюстратора Геннадия Калиновского (брак распался в 1981 году). Монопьеса (позднее совместно с В. С. Высоцким и С. С. Говорухиным переработанная под киносценарий) «Баллада о безрассудстве» была закончена в 1967 году. В 1974 году Дина Калиновская закончила своё самое известное произведение — повесть «О суббота!». Повесть была впервые опубликована на идише в двух номерах журнала «Советиш Геймланд» под названием «אַלטע לײַט» («Старые люди») в 1975 году в переводе Ширы Горшман. Дебютный рассказ «Парамон и Аполлинария» был опубликован в «Новом мире» в 1976 году. В 1980 году повесть «О Суббота!» была опубликована в журнале «Дружба народов» и переведена на  эстонский, чешский, румынский, немецкий и японский языки.
В эти годы Калиновская также публиковала очерки в московских периодических изданиях. После «хлопкового дела» Ахмаджана Адылова, героя ранее опубликованного в «Литературной газете» очерка Калиновской «Закон для мужчин» (1982), печатать её на некоторое время перестали; издательство «Советский писатель» расторгнуло заключённый с ней договор о книге прозы. На протяжении 1980-х годов Дина Калиновская публиковалась в журнале «Советиш Геймланд» на идише; в литературном ежегоднике переводов из этого журнала «Год за годом» за 1985 год был по-русски опубликован её рассказ «Рисунок на дне». Повесть «Любовь в мандариновом саду» вышла в журнале «Дружба народов» в 1983 году, рассказы о вологодской деревне — в журнале «Новый мир» (1984).
В 2007 году повесть «О суббота!» была опубликована отдельной книгой в издательстве «Текст» («Книжники»). Там же в 2012 году вышел составленный Л. В. Абрамовой сборник «Парамон и Аполлинария», в который вошли 7 рассказов и монопьеса «Баллада о безрассудстве». Пьеса «Праздник для брата», повесть «Прогулка над бездной» и сборник «Золотые купола, или Московская прописка» остались неопубликованными.
Выставка декоративных шкатулок «Писатель Дина Калиновская и её коробки», организованная Людмилой Абрамовой, прошла в московском еврейском культурном центре на Большой Никитской в 2009 году.

## Книги
- О Суббота! М.: Текст, 2007.
- Парамон и Аполлинария: избранное. М.: Текст, 2012.